# Circuit urbà de Sotxi
El Circuit Internacional de Sotxi, (Rus: Трасса в Олимпийском парке) anteriorment denominat Circuit del Parc Olímpic de Sotxi és un circuit urbà de carreres de Fórmula 1 de 5,5 km que s'ha construït al Parc Olímpic de Sotxi del balneari de Sotxi, Krai de Krasnodar, Rússia. A partir de 2014, alberga el Gran Premi de Rússia de Fórmula 1 començant un contracte de set anys; no obstant això, al principi es presumia que la carrera es podria retardar-se fins a 2015 si el Comitè Olímpic Internacional creia que els preparatius per a la carrera interfereririen amb la celebració dels Jocs Olímpics d'Hivern de 2014, no obstant això, el comitè organitzador de la competència va donar llum verda per albergar el Gran Premi en la temporada 2014 com es tenia al principi.
La construcció del Circuit del Parc Olímpic de Sotxi, marca el final d'una campanya de trenta anys per tenir un gran premi a Rússia, amb plans per a un "Gran Premi de la Unió Soviètica" originaris ja en 1983, abans de ser abandonat per "raons burocràtiques" i de diversos intents fallits en els anys intermedis.

## Resultats
| Any  | Pilot          | Equip    | Resultats |
| ---- | -------------- | -------- | --------- |
| 2016 | Nico Rosberg   | Mercedes | Resultats |
| 2015 | Lewis Hamilton | Mercedes | Resultats |
| 2014 | Lewis Hamilton | Mercedes | Resultats |